# Muchorschibir
Muchorschibir (russisch Мухоршибирь; burjatisch Мухар-Шэбэр, Muchar-Scheber) ist ein Dorf (selo) in der Republik Burjatien (Russland) mit 5207 Einwohnern (Stand 14. Oktober 2010).

## Geographie
Der Ort liegt etwa 90 km Luftlinie südlich der Republikhauptstadt Ulan-Ude am Nordrand des gut 1300 m hohen Sagan-Kammes (Saganski chrebet). Er befindet sich am Flüsschen Muchorschibirka unweit seiner Mündung in den rechten Chilok-Nebenfluss Suchara (auch Sulchara).
Muchorschibir ist Verwaltungssitz des Rajons Muchorschibirski sowie Sitz und einzige Ortschaft der Landgemeinde Muchorschibirskoje selskoje posselenije.

## Geschichte
Eine Ortschaft an Stelle des heutigen Dorfes wurde erstmals in den 1730er-Jahren in den Aufzeichnungen Gerhard Friedrich Müllers erwähnt, der das Gebiet als Teilnehmer der Zweiten Kamtschatkaexpedition bereiste. Im 19. Jahrhundert wurde Muchorschibir Sitz einer Wolost des Ujesds Werchneudinsk, seit 1927 ist es Zentrum eines Rajons.

### Bevölkerungsentwicklung
| Jahr | Einwohner |
| ---- | --------- |
| 1939 | 2798      |
| 1959 | 3647      |
| 1970 | 4399      |
| 1979 | 5118      |
| 1989 | 5903      |
| 2002 | 5474      |
| 2010 | 5207      |

Anmerkung: Volkszählungsdaten

## Verkehr
Durch Muchorschibir verläuft die Fernstraße M55, die Irkutsk mit Tschita verbindet und Teil der transkontinentalen Straßenverbindung ist. Beim Ort zweigt von dieser die Regionalstraße R441 ab, die über das südlich benachbarte Rajonzentrum Bitschura nach Kjachta an der Grenze zur Mongolei führt.